# Krone (plantedel)
 For alternative betydninger, se Krone. (Se også artikler, som begynder med Krone)
Træers og buskes kroner består af et skelet af grene, der danner analoge løsninger på den samme udfordring. Forskellen er blot, at træerne (via udvikling af apikal dominans) har formået at danne en stamme, der løfter grensættet højt op over andre planters kroner.
Kronen består desuden af de blade, som er den afgørende del af hele systemet. Bladene skaffer planten dens føde, for den er autotrof og kan selv samle den nødvendige energi. Kronen er med andre ord den struktur, planten skaber for at sikre sin energioptagelse.
Endelig har kronen også den rolle at bære plantens blomster og senere dens frugter.
Kronens form gør det muligt at skelne de enkelte arter fra hinanden (se vækstform), men den gør det også muligt at gennemskue plantens fysiologiske alder (modsat dens kronologiske alder).
Et træs fire aldre, som de ses af dets kroneform:
1. Ungdomsformen har gennemgående stamme og tydeligt topskud. Det giver en slank, tilspidset krone.
2. Den modne form har gennemgående stamme, men intet topskud. Til gengæld er træet begyndt at blomstre.
3. Alderdomsformen har en krone, som er ved at falde fra hinanden. De enkelte hovedgrene har hver deres tydeligt isolerede kroner, og træet blomstrer som gjaldt det livet (hvad det også gør).
4. Den døende form har helt mistet kronen. Fra ruinen af stammen kommer bundter af vanris. Blomstringen er ophørt, og træet er under forfald.